# 华父督
华父督（？—前682年），子姓，名督，字华父，又称华督、宋督，中国春秋时期宋国太宰，宋戴公之孙，好父说之子。华督殺死了宋殇公與司馬孔父嘉，改立宋庄公。孔父嘉之子木金父流亡魯國陬邑，為孔氏，即孔子的先祖。华督後遭南宮長萬殺死。

## 生平
《公羊传》称华督欲弑宋殇公，因孔父嘉心怀正义，可能阻碍自己弑君，所以先杀孔父嘉，后弑前来救援孔氏的宋殇公。《穀梁传》除未提及宋殇公救援孔氏外，大致相同。
《左传》称宋殇公當時國家陷於征戰，华督看上了司馬孔父嘉的妻子，於是藉口國家的戰爭不絕，都是孔父嘉主導，殺了孔父嘉而奪其妻。宋殇公大怒欲懲治華督，華督也殺死了宋殇公，並宣告结束与郑国的战争，立流亡郑国的公子馮为君，就是宋庄公。前682年，南宫长万杀死宋庄公之子宋閔公，太宰华督一起被杀。

## 子孙
- 子：华家（世子家）
  - 孙：华秀老，又作华季老，后裔有季老氏
    - 曾孙：华郑，官至司徒
      - 玄孙：华喜，官至司徒

  - 孙：华孙御事
    - 曾孙：华元[2]

  - 孙：华椒，父不详